# ياسوشي فوروكاوا (سياسي)
ياسوشي فوروكاوا هو سياسي ياباني، ولد في 15 يوليو 1958 في كاراتسو في اليابان. حزبياً، نشط في الحزب الليبرالي الديمقراطي الياباني. في الانتخابات العامة اليابانية 2017، انتخب عضو مجلس النواب من اليابان عن دائرة Kyushu proportional representation block ‏ وقد انضم خلال فترته النيابية ‏ (22 أكتوبر 2017 – ) للكتلة البرلمانية الحزب الليبرالي الديمقراطي الياباني وانتخب governor of Saga Prefecture ‏ (23 أبريل 2003 – 25 نوفمبر 2014).

## وصلات خارجية
- الموقع الرسمي